# Zhuozhou

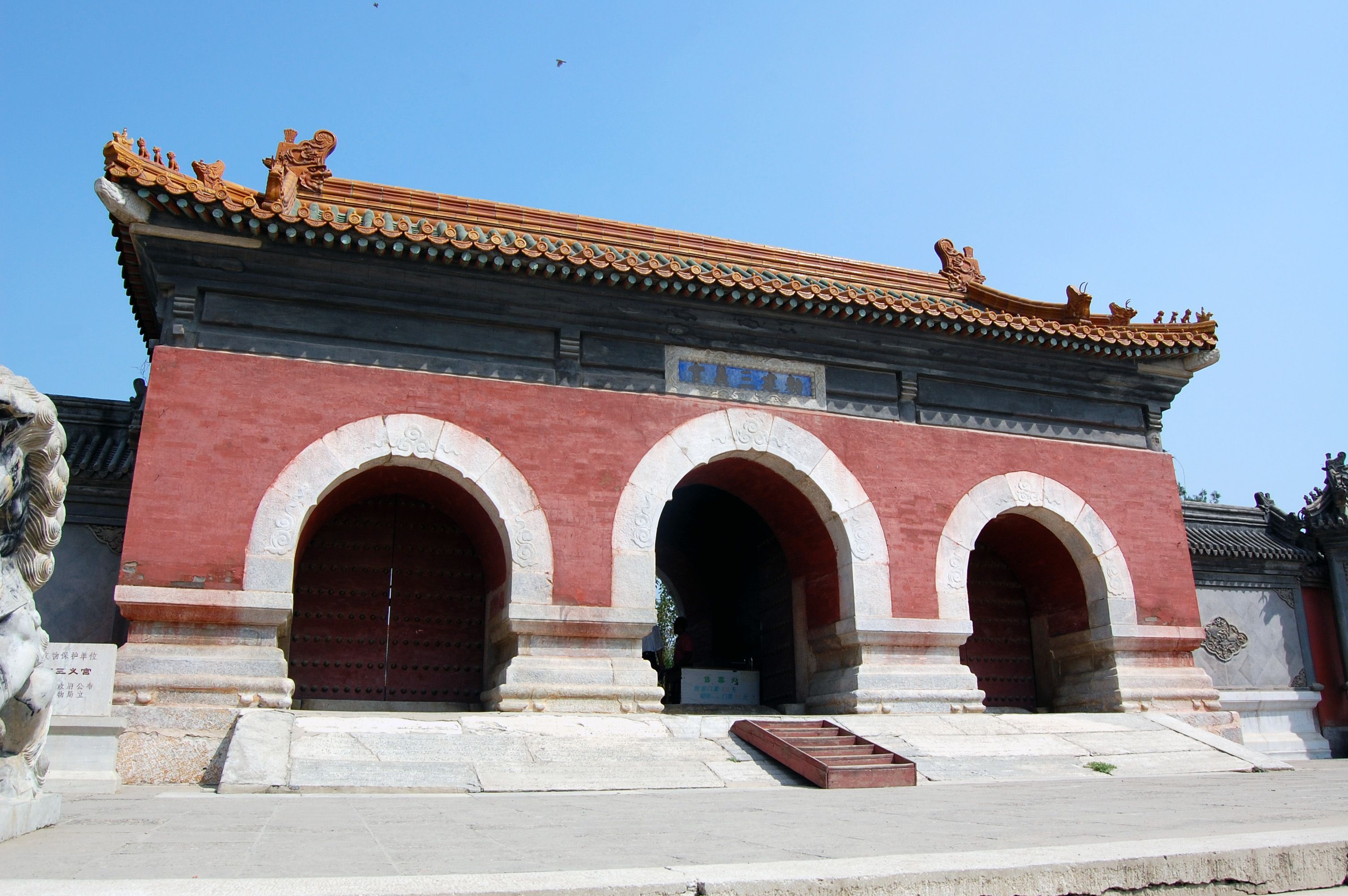
Sanyi-Tempel in Zhuozhou

Zhuozhou (涿州市,  Zhuōzhōu Shì) ist eine kreisfreie Stadt der bezirksfreien Stadt Baoding in der chinesischen Provinz Hebei. Sie hat eine Fläche von 748,8 km² und zählt 603.535 Einwohner (Stand: Zensus 2010).
Die Doppelpagoden von Zhuozhou (Zhuozhou shuangta 涿州双塔), die Yongji-Brücke (Yongji qiao 永济桥) und das Jinmen-Schleusentor (Jinmen zha 金门闸) stehen auf der Liste der Denkmäler der Volksrepublik China.

## Geschichte
Nach dem Taifun Doksuri kam es Mitte August 2023 zu einem Hochwasser bei dem Dutzende Bewohner starben und Hunderttausende ihre Wohnung verloren. Laut Chinas Minister für Wasserressourcen, Li Guoying „waren die wichtigsten Verteidigungsziele bei der Flut Peking, der neue Flughafen Daxing und Xiongan.“ Wasser wurde also nach Zhuozhou geleitet. Xiongan wird seit 2017 am tiefsten Punkt der hochwassergefährdeten nordchinesischen Ebene angelegt.

## Persönlichkeiten
- Xia Huang (* 1962), Diplomat